# Jo, la bella irlandesa

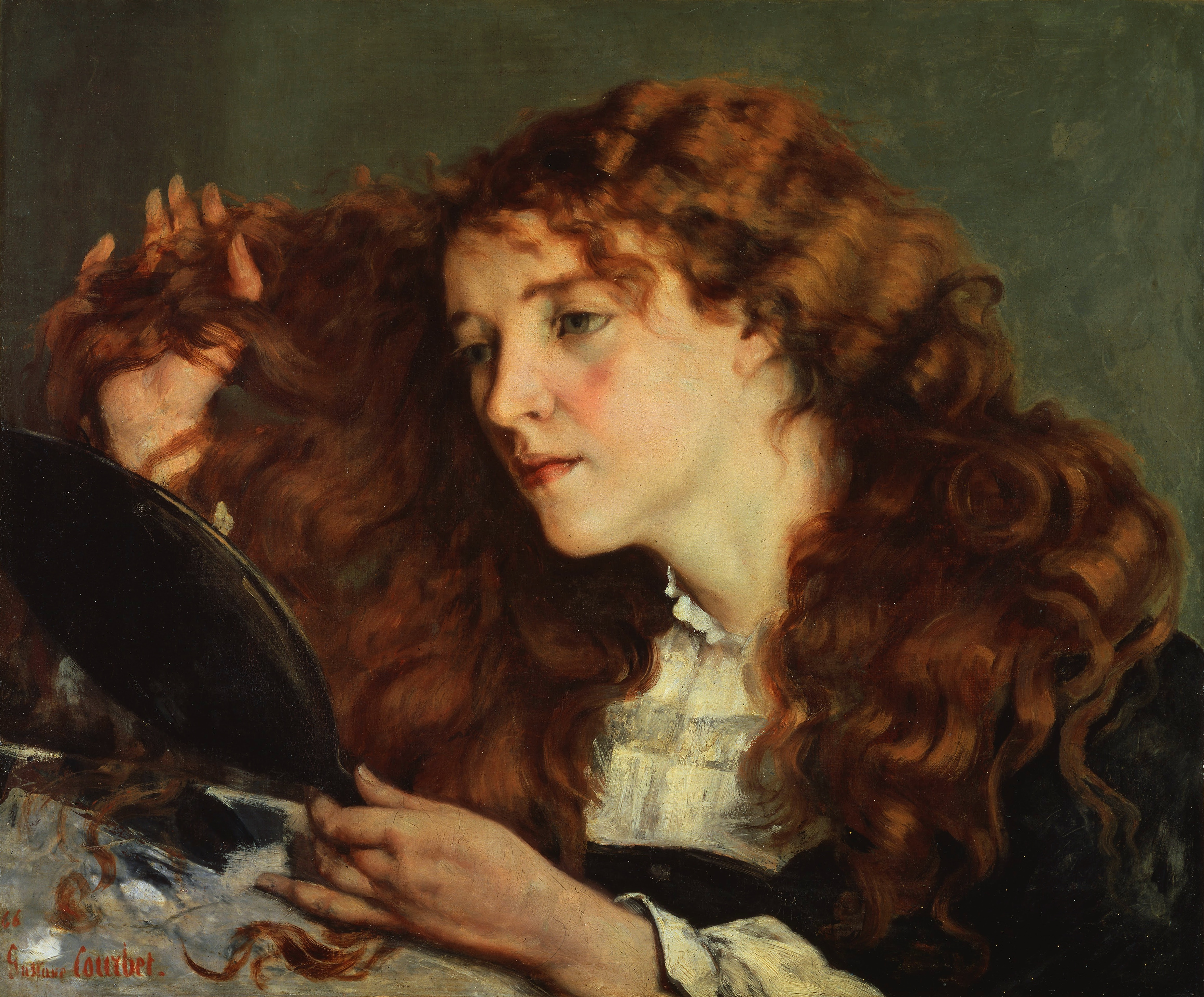
Versión de Estocolmo.

Jo, la bella irlandesa (en francés: Jo, la belle irlandaise) es el título de una serie de cuatro retratos de busto al óleo sobre lienzo de Gustave Courbet . Todos muestran a la misma modelo irlandesa pelirroja Joanna Hiffernan (c.1843 - c.1905) mirándose en un espejo; ella también modeló para Whistler. Las obras tienen pequeñas diferencias en detalles y dimensiones, pero se desconoce su cronología exacta. Actualmente se encuentran en el Museo Nacional de Suecia en Estocolmo, el Museo Metropolitano de Arte en Nueva York, el Museo de Arte Nelson-Atkins en Kansas City y una colección privada.

## Descripción
Una joven pelirroja de ojos verdes destaca sobre un fondo neutro oscuro, se apoya en un tocador o mesita de noche cubierta con una tela clara. Viste una blusa de encaje blanca bajo un vestido oscuro. Con la mano izquierda sostiene el mango de un espejo ovalado, su mano derecha levanta algunos mechones de su cabello largo, ondulado y cobrizo. La mirada de la mujer, centrada en su reflejo, es a la vez seria, reflexiva, soñadora y crítica. La firma de Courbet está abajo a la izquierda.

## Historia
El apodo en el título indica la cercanía entre el artista y su modelo y es inusual para los retratos contemporáneos de mujeres porque da el nombre de pila de la modelo. Probablemente fueron pintados en Trouville, donde el pintor pasó de agosto a noviembre de 1865 pintando paisajes marinos con Whistler y Joanna. El 17 de noviembre, hacia el final de su estancia, escribió a sus padres que "se portaba admirablemente" y les dijo que era el "alumno" de Whistler.  El propio Whistler pintó el retrato Courbet junto a la costa o My Dear Courbet durante la estancia de este último con él. 
Courbet ya había pintado una serie de cuadros de mujeres mirándose en un espejo en 1860, que tuvo bastante éxito entre el público y se exhibió en Bruselas. La más conocida de esa serie, Mujer con espejo, fue pintada en Ornans en el invierno de 1859-1860 y ahora se encuentra en el Museo de Arte de Basilea; muestra a una morena con un espejo (casi idéntico al de Jo) y un escote prominente.

## Las cuatro versiones
| Imagen | Dimensiones (cm) | Recopilación                | Ciudad           | Nº de catálogo | Colección/venta anterior                                             |
| ------ | ---------------- | --------------------------- | ---------------- | -------------- | -------------------------------------------------------------------- |
| </img> | 55,9 × 66        | Museo Metropolitano de Arte | Nueva York       | 29.100.63      | Colección HO Havemeyer (1929)                                        |
| </img> | 54 × 65          | Museo Nacional              | Estocolmo        | NM 2543        | Entró en la colección en 1926                                        |
| </img> | 54,31 × 63,5     | Museo de Arte Nelson-Atkins | ciudad de Kansas | 32-30          | Venta de Scott y Fowles, Nueva York (1932)                           |
| </img> | Desconocido      | Colección privada           | Zúrich           | Desconocido    | Venta de Rolf & Margit Weinberg, Sotheby's Nueva York (mayo de 1998) |